# Phượng Lâu
Phượng Lâu là một xã thuộc thành phố Việt Trì, tỉnh Phú Thọ, Việt Nam.
Xã Phượng Lâu có diện tích 5,27 km², dân số thường trú năm 2010 là 4.110 người, mật độ dân số đạt 779 người/km².

## Di tích lịch sử
Xã Phượng Lâu nằm ở ven sông lô, nơi đây có di tích đền "Bát Nàn Đại tướng Quân" kể về tướng Vũ Thị Thục Nương góp công sức cùng Hai Bà Trưng đánh đuổi giặc, ngoài ra ở Phượng Lâu còn có làng An Thái - Là nơi sản sinh ra nghệ thuật hát Xoan và di tích lịch sử